# 天主教奧爾金教區
天主教奧爾金教區（拉丁語：Dioecesis Holguinensis）是古巴一個羅馬天主教教區，屬古巴的聖地牙哥總教區。
教區於1979年1月8日成立，包括奧爾金省和拉斯圖納斯省（哥倫比亞和阿曼西奧除外）。2006年有教友435,000人，佔轄區總人口27.1%。教區下轄廿八個堂區，有卅七名司鐸。現任教區主教為埃米利奧·阿朗古林·埃切韋里亞。